# اینووووز
اینووووز (به لهستانی:  Inowłódz) یک روستا در لهستان است که در گمینا اینووووز واقع شده‌است. اینووووز ۷۹۵ نفر جمعیت دارد.